# Cantón de Cruzini-Cinarca
El cantón de Cruzini-Cinarca era una división administrativa francesa, que estaba situada en el departamento de Córcega del Sur y la región de Córcega.

## Composición
El cantón estaba formado por trece comunas:
- Ambiegna
- Arro
- Azzana
- Calcatoggio
- Cannelle
- Casaglione
- Lopigna
- Pastricciola
- Rezza
- Rosazia
- Salice
- Sant'Andréa-d'Orcino
- Sari-d'Orcino

## Supresión del cantón de Cruzini-Cinarca
En aplicación del Decreto n.º 2014-229 de 24 de febrero de 2014, el cantón de Cruzini-Cinarca fue suprimido el 22 de marzo de 2015 y sus 13 comunas pasaron a formar parte del nuevo cantón de Sevi-Sorru-Cinarca.